# ロス・シートン
ロス・アレン・シートン（Ross Allen Seaton，1989年9月18日 - ）はアメリカ合衆国テキサス州シュガーランド出身の右投左打のプロ野球選手（投手）。現在は、MLB・ヒューストン・アストロズの傘下に所属している。

## 経歴
2008年のMLBドラフトでヒューストン・アストロズにドラフト3巡目(全体109位)で指名され入団。契約金は、70万ドルだった。